# سیارک ۱۳۵۴
سیارک ۱۳۵۴ (به انگلیسی: 1354 Botha، نامگذاری:1935GK) هزار و سیصد و پنجاه و چهارمین سیارک کشف شده‌است که در ۳ آوریل ۱۹۳۵ کشف شد.
قدر مطلق سیارک برابر ۱۱٫۳۰ است.